# Lek (artiste)
Lek (de son vrai nom Frédéric Malek) est un artiste contemporain de street art s'exprimant dans le graffiti. Il est né à Paris dans le 19e arrondissement de Paris en 1971.

## Biographie
En janvier 2007, il collabore avec Horfe à l'exposition Les dynamiques à la galerie Chappe.
En mai 2009, ses œuvres sont intégrées à l'exposition « TAG au Grand Palais », qui rassemble 140 artistes internationaux.
En août 2009, Lek, avec son ami Sowat, découvre un supermarché abandonné représentant 40 000 m2 de surface disponible. Ensemble, ils commencent à y peindre des fresques pendant plus d'un an, puis organisent une « résidence artistique sauvage » et y invitent une quarantaine de grapheurs français de tous âges. Le lieu est baptisé « Le Mausolée ». Pendant ce temps, ils prennent en photos toutes les œuvres au fur et à mesure de leur réalisation, puis en sélectionnent 8 990 qui sont montées en film, sur une musique offerte par Philip Glass. Ils en tirent un livre, publié aux éditions Alternatives, qui lors de son lancement à la Galerie Itinerrance, est accompagné d'une exposition constituant une reflet des méthodes de travail adoptées au sein du Mausolée,.
En juin et juillet 2010, il participe en compagnie de Katre, Nascio et Sowat à une exposition de graffiti sur toile organisée à la Galerie Celal par Graffiti Art magazine.
En mai 2012, il participe avec 11 autres membres du collectif 1984 au « Musée imaginaire », performance éphémère réalisé en une nuit dans un ancien poste d'alimentation EDF abandonné, aux Buttes-Chaumont,.
En août 2012, il participe à la réalisation d'une fresque Mur XIII, à l'initiative de la mairie de Paris.
En décembre 2012, avec la participation de Sowat, Dem189 et de bien d'autres invités, ils occupent les souterrains du palais de Tokyo, espace normalement inaccessible au public. L'espace et recouvert de peinture comme pourrait l'être une friche industrielle, un terrain vague. "Dans les entrailles du palais secret". Cette exposition s'inscrit dans "Lasco Project", une initiative du palais de Tokyo se déployant en plusieurs interventions, dans lesquels différents artiste issus de la scène du graffiti français interviendront au palais de Tokyo, le temps d'une exposition.
De 2015 à 2016, il est pensionnaire de l'Académie de France à Rome - Villa Médicis, en duo avec Sowat.
En 2022, il réalise une performance au Château de La Valette de Pressigny-les-Pins.